# 直子 (小惑星)
直子（なおこ、14925 Naoko）は小惑星帯にある小惑星。北海道の円舘金と渡辺和郎が発見した。
日本人宇宙飛行士の山崎直子に因んで名付けられた。なお小惑星14925番から14927番までは、1999年2月に国際宇宙ステーション滞在要員として選抜された3人を記念して2007年6月に命名された。